# 仁烈王后
仁烈王后 韓氏（じんれつおうこう かんし/イニョルァンフ ハンシ、朝鮮語: 인열왕후 한씨、万暦22年7月1日（1594年8月16日） - 崇禎8年12月9日（1636年1月16日））は李氏朝鮮第16代王・仁祖の最初の正室、王妃。

## 生涯
領敦寧府事・韓浚謙と黄氏の娘として生まれ、第14代王・宣祖の「遺教七臣」の一人であった。永昌大君を擁立しようとして疑われ流刑された。韓氏は政治の恐ろしさに身を知り慎重に期した。
韓氏は17歳の頃、定遠君（宣祖と仁嬪金氏の息子）の長男・綾陽君と結婚し「清城夫人」に冊封され、昭顕世子、鳳林大君ら4人の息子を儲けた。
綾陽君の弟・綾昌君が謀反で捕らわれた時、清城夫人は宝飾品の全てを手放し質素な生活を送った。
光海君15年（1623年）、西人派のクーデターで光海君が廃位され、綾陽君が「仁祖」として即位、長年内助の功で導いた清城夫人も同時に王妃となったが民心を得ることを忘れず、前王妃・柳氏を慕う女官らの気配りも怠らなかった。その中で歴代王妃に仕え、前王妃を慕った女官・韓宝香の忠誠心を仁烈王后は称え、三男・麟坪大君の養育を任せた。
仁祖13年12月（1636年1月）、仁烈王后は42歳の高齢で身籠ったが死産、彼女も薨去した。死後、国喪に際して清国では弔問使として戸部承政・イングルダイと参政・マフタを朝鮮に派遣し、ホンタイジの皇帝即位も通報させた。これに拒否反応を示した朝鮮朝廷は清の使節団を門前払いし、帰国の途に就いたイングルダイが清との絶交を強調した仁祖の檄文まで奪取する事件が起き、両国関係は破局に追い込まれた。この時の事件は翌年に勃発した丙子の乱の直接的な切っ掛けとなった。
丙子の乱が勃発すると、清の侵攻を受け朝鮮は荒廃し仁祖をはじめ仁烈王后の実子らが人質になる悲劇に見舞われた。

## 家族
- 父：韓浚謙
- 母：昌原黄氏
- 舅：定遠君
- 姑：連珠府夫人具氏
- 夫：仁祖
  - 長男：昭顕世子
  - 次男：孝宗
  - 三男：麟坪大君
  - 四男：龍城大君
  - 五男：夭折
  - 六男：夭逝
  - 長女：夭逝

## 登場作品
- 『大命』（1981年、KBS）演：ソ・ウリム
- 『朝鮮王朝五百年』（1986年、MBC）演：キム・ドヨン
- 『華政』（2015年、MBC）演：イ・スンア